# 교통공해
교통공해(交通公害)는 각종 교통수단에 의한 공해로서는 공기오염·소음·진동을 들 수 있다.
특히 자동차의 보급에 따라 앞의 두 가지 점이 문제로 되고 있다. 자동차의 배기가스에는 일산화탄소·질소화합물·유황화합물 등으로부터 발암물질이 배출되며 호흡기장애를 가져온다. 이러한 현상은 교차지점 부근에 특히 심하다.
배기가스는 스모그의 원인이 되며 미국 로스앤젤레스에서는 이러한 점에서 많이 유명하다. 최근에 이르러 유해가스의 발생방지대책이 강조되고 있으나 아직도 그것에 대한 결정적인 조치가 이루어지지 않고 있다.
소음공해는 주요 간선도로 연변에 있는 학교·병원 등이 가장 심한 편이다.

## 같이 보기
- 교통소음